# Norman Squire
Norman Powell Squire (Christchurch, 22 novembre 1909 – Sydney, 23 dicembre 1974) è stato un giocatore di snooker australiano, professionista dal 1962 al 1974.

## Tornei vinti

### Titoli Non-Ranking: 1
| Titoli Non-Ranking                   | Titoli Non-Ranking | Titoli Non-Ranking |
| ------------------------------------ | ------------------ | ------------------ |
| Competizione                         | Edizione           | Note               |
| Australian Professional Championship | 1964               | [ 3 ]              |